# Claudiu Manda
Claudiu Manda é um político romeno que actualmente actua como deputado ao Parlamento Europeu pelo Partido Social Democrata.